# کیت شورتلند
کیت شورتلند (انگلیسی: Cate Shortland؛ زادهٔ ۱۰ اوت ۱۹۶۸) کارگردان فیلم و فیلم‌نامه‌نویس اهل استرالیا است.
از فیلم‌هایی که وی در آن‌ها نقش داشته است، می‌توان به پشتک، لوره و بیوه سیاه اشاره نمود. فیلم پشتک در بخش نوعی نگاه در جشنواره فیلم کن ۲۰۰۴ نمایش داده شد. فیلم لوره هم در جشنواره فیلم سیدنی نمایش داده شد و در جشنواره فیلم لوکارنو برنده شد. این فیلم به‌عنوان نماینده استرالیا برای جایزه اسکار بهترین فیلم بین‌المللی در هشتاد و پنجمین دوره جوایز اسکار انتخاب شد، اما به فهرست نهایی راه نیافت.